# Transformers: Fall of Cybertron
Transformers: Fall of Cybertron es un videojuego producido por Activision para las plataformas PlayStation 3, Xbox 360 y Microsoft Windows. Es la secuela de Transformers: War for Cybertron y su lanzamiento fue el 21 de agosto de 2012 para USA y el 24 de ese mismo mes para Europa.

## Argumento
Se puede jugar con los Autobots, cuyo objetivo es proteger a Cybertron de los Decepticons.[cita requerida]
Si se juega con los Decepticons, se tendrá que eliminar a los Autobots. Sin embargo, cumplen una historia en común en la que ambas campañas se mezclan formando lo que parece ser la batalla final que tienen ambos bandos por Cybertron la cual desafortunadamente es perdida.
Todo comienza con Optimus viendo que el ejército Decepticon era imparable asesinando y secuestrando Autobots. Después del secuestro de Grimlock, Optimus decide rescatarlo, pero no lo encuentra. Entonces, ve que con la cabeza de Trypticon, los Decepticons estaban atacando el Arca, la nave Autobot en la que huirían a la tierra. Optimus, sin más opciones, se enfrenta a varios enemigos hasta llegar a Metroplex y reactivarlo. Este destruye al resto de los Decepticons y se despide de Optimus. Cuando Metroplex es derribado, Optimus y un grupo de Autobots liderados por Jazz, el primer teniente de Optimus, deciden seguir con la búsqueda de Grimlock, pero cuando tuvieron que atravesar una puerta, esta explotó y de allí salen los Decepticons, Brawl, Onslaught y Starscream, quien comandaba la misión y era el primer teniente de Megatron a quien odiaba. Los Decepticons capturan a Optimus y se lo entregan a Megatron quien cuando estaba a punto de matar a Prime, aparece Metroplex quien no solo resultó estar vivo, sino que destruye la base Decepticon, libera a Optimus, y mata a Megatron. Starscream se convierte en el nuevo líder Decepticon. Al mando de Starscream, los Decepticons inician varias misiones las cuales fallan para matar Autobots. Soundwave, está harto de Starscream y arrestó por su deslealtad a los Combaticons, decide revivir a Megatron y fácilmente lo renueva y este vuelve al mando, solo que echando a Starscream de los Decepticons. Este vuelve para contraatacar, pero es capturado. Allí se encuentra con Grimlock, se libera y noquea a Starscream dejándolo en shock y raramente aparece en el resto del juego. Grimlock reúne a sus Dinobots y juntos vuelven con Optimus.
Los Autobots estaban casi listos para irse a bordo del Arca, solo que, esta no tenía energía, entonces, Metroplex ofrece la suya y muere. Cuando los Autobots parten de Cybertron su nave es abordada por los Decepticons.
Bumblebee, después de algunos llegó con Optimus el cual mantenía un combate a muerte con Megatron. Este noquea a Bumblebee en un intento por salvar a Optimus ya que estaba a de morir. Después de una lucha a muerte entre Optimus y Megatron, la nave Autobot se sale de control al igual que la Decepticon (construida con los restos de Trypticon) y se van todos en un estado éxtasis a la Tierra cayendo como meteoritos.

## Modo de juego
Activision ha confirmado que los jugadores podrán experimentar nuevos tipos de combates, usando diversas armas tanto en modo vehículo como modo robot. Fue desarrollado por el equipo de High Moon Studios; Transformers: Fall of Cybertron, tendrá nuevos modos de juego, y nuevos personajes que podrán ser utilizados en el modo campaña para la guerra de los Transformers en la lucha por el control de su desolado planeta.

## Desarrollo
Durante una conferencia de inversores en noviembre de 2010. Hasbro confirmó que una secuela del juego de 2010: Transformers: War for Cybertron se desarrollaría con un lanzamiento fijado para el otoño de 2012 Transformers: Fall of Cybertron fue anunciado oficialmente el 6 de octubre de 2011 en un artículo publicado en la página web la revista Game Informer. En el artículo publicado por, Game Informer señaló que su publicación de noviembre contendría características exclusiva en el próximo juego y la cubierta incluiría el concepto de arte. Chris Pereira de 1UP.com escribió que los aficionados se emocionaron al escuchar que otro juego original de los Transformers sería desarrollado por High Moon Studios y que se estaría desarrollando desde el lanzamiento del videojuego de la película de 2011 Transformers: el lado oscuro de la luna que no cumplió con las expectativas básicas Henry Gilbert de Radar Games también se mostró satisfecho al ver qué un juego original estaba siendo desarrollado y dijo que Asimismo elogió el antecesor del nuevo videojuego y afirmó que era "sorprendentemente bueno". High Moon Studios originalmente anunció que no sería la liberación del videojuego Fall of Cybertron en la plataforma Microsoft Windows, sin embargo, los planes cambiaron. La versión de Windows fue completado por la empresa Mercenary Entratainment, mientras que High Moon Studios manejó las versiones de PlayStation 3 y Xbox 360.

## Personajes
Varios personajes que aparecieron en la entrega anterior aparecen en el juego aunque está vez mejorados para tener una versión más guerrera y adaptada al videojuego.

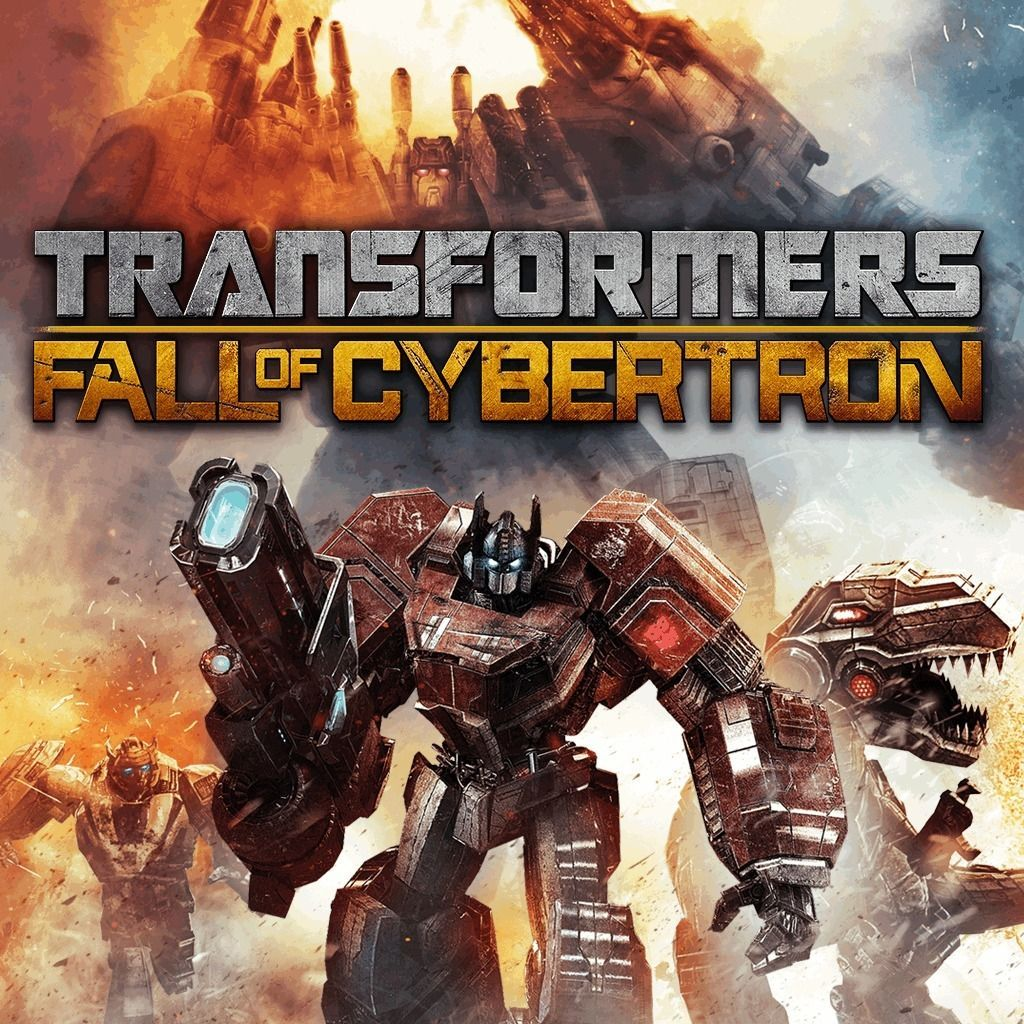
Así se lo encuentra al momento de la compra de videojuego

| Autobots                                        | Autobots                                       | Autobots                                           | Autobots                             | Autobots                                          |
| ----------------------------------------------- | ---------------------------------------------- | -------------------------------------------------- | ------------------------------------ | ------------------------------------------------- |
| - Air Raid - Bumblebee - Cliffjumper - Grimlock | - Hound - Jazz - Jetfire - Metroplex           | - Optimus Prime - Perceptor - Ratchet - Silverbolt | - Sludge - Slug - Snarl - Swoop      | - Ultra Magnus - Warpath - Wheeljack - Zeta Prime |
| Decepticons                                     |                                                |                                                    |                                      |                                                   |
| - Blast Off - Brawl - Bruticus - Hardshell      | - Insecticon - Kickback - Laserbeak - Megatron | - Onslaught - Quake - Rumble - Shockwave           | - Sharpshot - Soundwave - Starscream | - Swindle - Trypticon - Vortex                    |